# گاسفورد شرقی، نیو ساوت ولز
گاسفورد شرقی (به انگلیسی: East Gosford) یک حومه شهر در استرالیا است که در نیو ساوت ولز واقع شده‌است.